# Giovanni Capalbo
Giovanni “Joe” Capalbo (Senise, 5 ottobre 1969) è un attore italiano.

## Filmografia
- La settima stanza (Siódmy pokój), regia di Márta Mészáros (1996)
- Terra bruciata, regia di Fabio Segatori (1999)
- Distretto di Polizia, regia Renato De Maria, Monica Vullo, Antonello Grimaldi e Alessandro Capone – serie TV, episodi 1x09, 4x25, 6x15, 7x10 (2000, 2002, 2006, 2007)
- I cavalieri che fecero l'impresa, regia di Pupi Avati (2001)
- Tafanos - L'inizio (2002)
- The Tulse Luper Suitcases, Part 3 - From Sark to the Finish (2003)
- The Big Question (2004)
- La passione di Cristo (The Passion of the Christ), regia di Mel Gibson (2004)
- Sandra Kristoff, regia di Vito Vinci (2005)
- Mary, regia di Abel Ferrara (2005)
- Antonio guerriero di Dio, regia di Antonello Belluco (2006)
- Legami di sangue, regia di Paola Columba (2006)
- Senza via d'uscita - Un amore spezzato, regia di Giorgio Serafini - miniserie TV (2007)
- The Counting House (2007)
- Tolleranza (2007)
- R.I.S. 4 - Delitti imperfetti, regia di Pier Belloni - serie TV, episodio 4x09 (2008)
- Colpo d'occhio, regia di Sergio Rubini (2008)
- Carnera - The Walking Mountain, regia di Renzo Martinelli (2008)
- Il bene e il male, regia di Giorgio Serafini - serie TV (2009)
- Polvere, regia di Massimiliano D'Epiro e Danilo Proietti (2009)
- Napoli Napoli Napoli, regia di Abel Ferrara (2009)
- Le ombre rosse, regia di Citto Maselli (2009)
- La strategia degli affetti (2009)
- Noi credevamo, regia di Mario Martone (2010)
- Lost in Italy (2011)
- Romanzo di una strage, regia di Marco Tullio Giordana (2011)
- Il segreto di Italia, regia di Antonello Belluco (2014)
- Lucania, regia di Gigi Roccati (2019)
- L'Alligatore, regia di Emanuele Scaringi - serie TV, episodio 1x06 (2020)
- Imma Tataranni - Sostituto procuratore, regia di Francesco Amato - serie TV, episodio 2x01 (2021)